# Femenino Ciudad de Benicarló
Il Femenino Ciudad de Benicarló è un torneo professionistico di tennis giocato su campi in terra rossa. Fa parte dell'ITF Women's Circuit. Si gioca annualmente a Benicarló in Spagna.

## Albo d'oro

### Singolare
| Anno | Campionessa             | Finalista         | Punteggio               |
| ---- | ----------------------- | ----------------- | ----------------------- |
| 2011 | Garbiñe Muguruza Blanco | Elica Kostova     | 7–6(7–3), 6–7(4–7), 6–3 |
| 2012 | Laura Pous Tió          | Dinah Pfizenmaier | 6–4, 6–1                |
| 2013 | Andrea Gámiz            | Jade Suvrijn      | 6–2, 6–0                |

### Doppio
| Anno | Campionesse                         | Finaliste                                | Punteggio     |
| ---- | ----------------------------------- | ---------------------------------------- | ------------- |
| 2011 | Inés Ferrer Suárez Richèl Hogenkamp | Ekaterina Ivanova Aleksandrina Najdenova | 7–6(8–6), 6–4 |
| 2012 | Conny Perrin Maša Zec-Peškirič      | Andrea Gámiz Beatriz García Vidagany     | 6–4, 6–3      |
| 2013 | Tatiana Búa Lucía Cervera Vázquez   | Sowjanya Bavisetti Zhu Aiwen             | 6–3, 6–0      |